# 尼滕多夫
尼滕多夫是德国巴伐利亚州的一个市镇。总面积32.96平方公里，总人口8875人，其中男性4325人，女性4550人（2011年12月31日），人口密度269人/平方公里。